# Ute Wetzig
Ute Wetzig (Halle, 11 april 1971) is een Duits voormalig schoonspringster, gespecialiseerd in de 10 meter toren en de 10 meter toren synchroon (met Anke Piper). Ze vertegenwoordigde haar vaderland op drie edities van de Olympische Zomerspelen: Barcelona 1992, Atlanta 1996 en Sydney 2000. Wetzig won van 1989 tot 2000 bij zeven opeenvolgende Europese kampioenschappen een medaille.

## Biografie
Wetzig was aangesloten bij BSV AOK Leipzig en was begin jaren negentig een van de meest succesvolle schoonspringers van Europa. Ze bemachtigde bij de Europese kampioenschappen van 1995 haar vierde achtereenvolgende EK-medaille.
In 1989 nam ze, toen nog voor de DDR, deel aan de EK in het West-Duitse Bonn. Daar won ze gelijk goud op de 10 meter toren. Wetzig voegde in 1991 namens het herenigde Duitsland de bronzen en in 1993 de zilveren medaille toe aan haar palmares. In zowel 1995 als 1997 bemachtigde ze wederom goud, respectievelijk solo en bij het nieuwe onderdeel synchroonspringen (met Anke Piper). Hier kwamen in 1999 zilver (synchro) en in 2000 goud (synchro) en weer zilver (solo) bij. Ze nam drie keer deel aan de Olympische Zomerspelen (1992, 1996, 2000). Wetzig kwam niet verder dan de twaalfde plek bij de Spelen van 1996 en 2000.
Wetzig is gehuwd met Stefan Schwager en heeft een zoon uit een eerdere relatie.

## Erelijst
- Europese kampioenschappen: 4x , 3x , 1x